# Piotr Pałka
Piotr Pałka (ur. 20 stycznia 1984) – polski lekkoatleta specjalizujący się w biegach długich.
Medalista mistrzostw Polski seniorów w biegu maratońskim ma w dorobku dwa brązowe medale (Dębno 2011 i Dębno 2012).
Rekord życiowy: maraton – 2:19:31 (15 kwietnia 2012, Dębno).